# Cumbres de San Bartolomé
Cumbres de San Bartolomé är en kommun i Spanien.   Den ligger i provinsen Provincia de Huelva och regionen Andalusien, i den sydvästra delen av landet, 400 km sydväst om huvudstaden Madrid. Antalet invånare är 435. Arean är 145 kvadratkilometer.
Terrängen i Cumbres de San Bartolomé är lite kuperad.